# Kreuzkirche (Bretten)

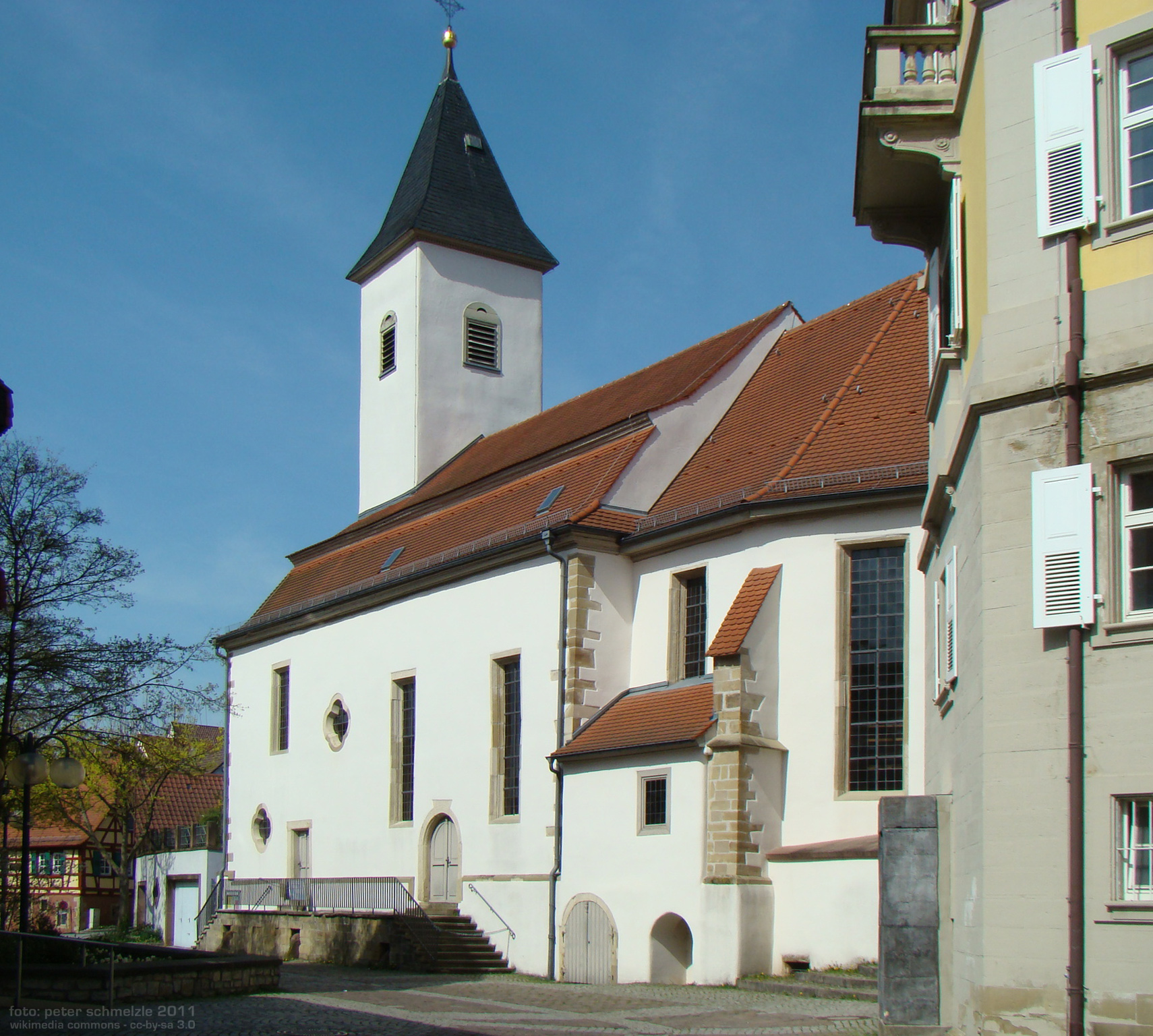
Kreuzkirche in Bretten

Die Kreuzkirche ist eine alte evangelische Kirche in Bretten im Landkreis Karlsruhe in Baden-Württemberg. Die Kirchengemeinde gehört zum Kirchenbezirk Bretten-Bruchsal der Evangelischen Landeskirche in Baden.

## Geschichte
Die lutherische Gemeinde erbaute 1687 die Kirche auf einem nach dem Brand von zwei Gebäuden freigewordenen Grundstück westlich vom Steinhaus – dem heutigen Amtshaus. Die noch nicht einmal zwei Jahre alte Kirche wurde im kurz darauf ausgebrochenen Pfälzischen Erbfolgekrieg wie viele andere Gebäude der Stadt am 13. August 1689 bis auf die Grundmauern niedergebrannt. Nach ihrem Wiederaufbau weihte man die Kirche im Jahre 1702 neu. Sie war damals noch schlichter ausgestattet als heute; den aufgesetzten Turm erhielt sie später, Decken und Emporen wurden erst in den 1740er Jahren bemalt.
Nachdem 1821 Lutheraner und Reformierte zur Evangelischen Landeskirche vereint wurden, fanden Gottesdienste in Bretten in der Regel nur noch in der Stiftskirche statt, die zudem bis 1938 als Simultankirche auch den Katholiken der Stadt diente. Die Kreuzkirche wurde nicht profaniert, wurde aber nur noch selten für Gottesdienste genutzt.
Im Jahre 1957 wurde die Kreuzkirche umfassend renoviert, dabei wurden auch die Gemälde restauriert und im Turm neu gestiftete Glocken aufgehängt. Eine neuerliche größere Renovierung schloss sich 1987 an, man verlegte in der Kirche einen neuen Fußboden und installierte eine neue Heizung. Die Barockorgel wurde 1994 restauriert und rekonstruiert.

## Ausstattung

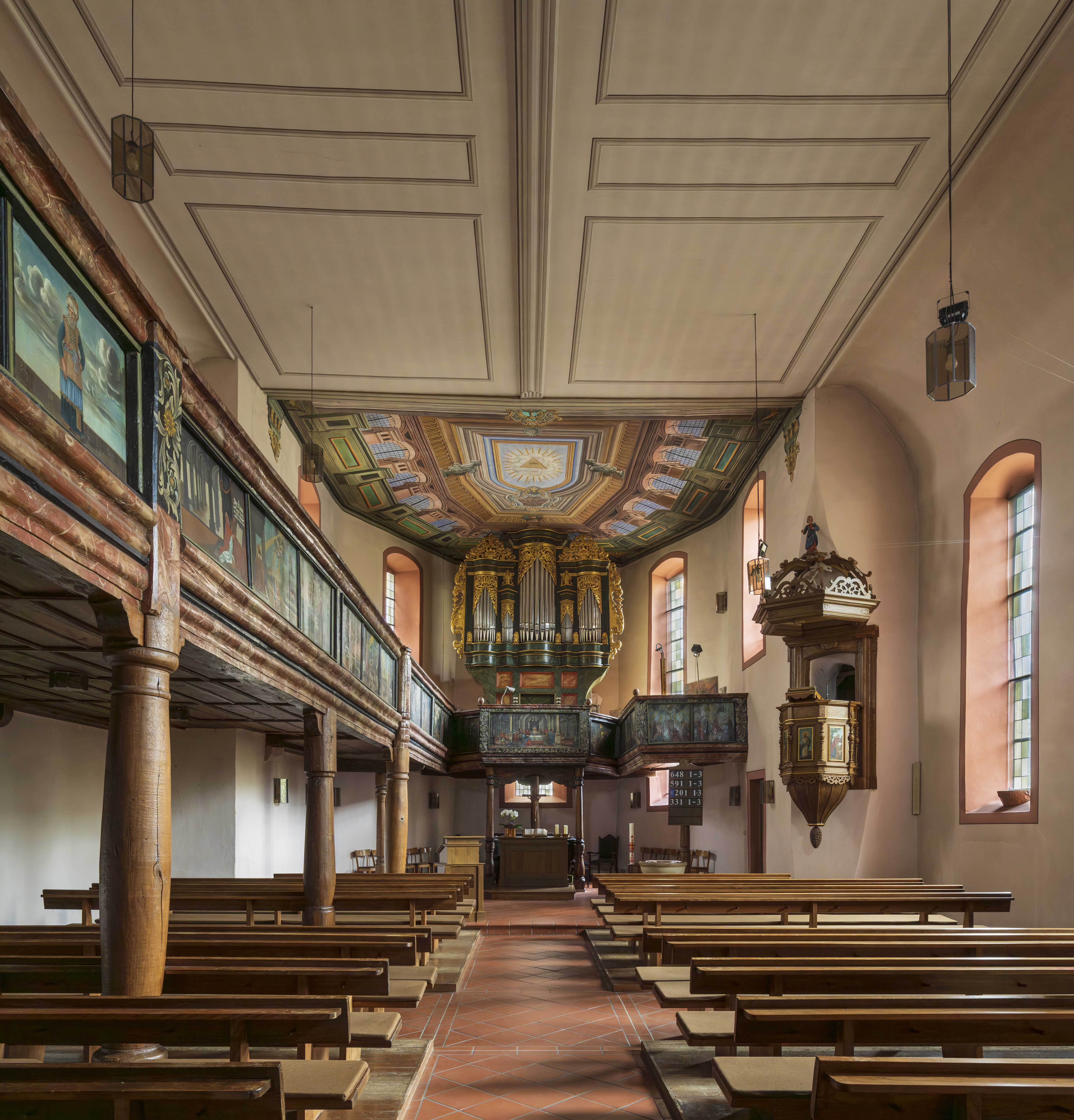
Inneres der Kreuzkirche

Die Kreuzkirche beeindruckt vor allem durch ihre reiche historische Ausmalung. Das Deckengemälde von 1741 im Chor, ein Werk von Johann Bartholomäus Brandmeyer aus Bruchsal, erweckt im Stil der Illusionsmalerei den Eindruck einer viel größere Bauhöhe, als der gedrungene Chor sie wirklich besitzt. Die Brüstungen der dreiseitig umlaufenden Empore sind mit biblischen Szenen bemalt, die Johann Jakob Geitlinger im Jahr 1746 geschaffen hat. Weitere überkommene Malereien zieren die Brüstung der Kanzel.
Die Orgel wurde von Philipp Heinrich Hasenmeyer zwischen 1747 und 1749 erbaut. Es ist das einzige erhaltene Instrument Hasenmeyers, von dem neben dem prächtigen Gehäuse und Holzpfeifenwerk noch die Manualwindlade und ein Teil der Trakturen überliefert sind. Bemerkenswert ist, wie die Orgel die Perspektivenwirkung des Deckengemäldes aufgreift: Die senkrechten Gehäuseteile sind nach innen geneigt, sodass mehr Höhe vorgetäuscht wird. 1994 wurde die Orgel durch die elsässische Werkstätte Rémy Mahler restauriert, die fehlenden Teile wurden stilsicher rekonstruiert. Das Schleifladen-Instrument hat 13 Register auf einem Manualwerk und Pedal. Die Trakturen sind mechanisch
| I Hauptwerk C–d3 |              |    |
| 1.               | Principal    | 8′ |
| 2.               | Grob Gedact  | 8′ |
| 3.               | Quintatön    | 8′ |
| 4.               | Octav        | 4′ |
| 5.               | Klein Gedact | 4′ |

| (Fortsetzung) |             |    |
| 6.            | Flöthen     | 4′ |
| 7.            | Quint       | 3′ |
| 8.            | Super-Octav | 2′ |
| 9.            | Mixtur III  |    |
| 10.           | Zimpl II    |    |

| Pedalwerk C–c1 |             |     |
| 11.            | Sub-Baß     | 16′ |
| 12.            | Violon-Baß  | 8′  |
| 13.            | Trompet-Baß | 8′  |

- Koppel Pedalkoppel

In der Nordwand des Langhauses sind Inschriftensteine aus dem 17. bis 20. Jahrhundert eingelassen, die an die bewegte Baugeschichte der Kirche erinnern.